# Bell Challenge 1995
Il Bell Challenge 1995 è stato un torneo di tennis giocato sul cemento indoor. È stata la 3ª edizione del Bell Challenge, che fa parte della categoria Tier III nell'ambito del WTA Tour 1995. Si è giocato al PEPS sport complex di Québec in Canada, 30 ottobre al 5 novembre 1995.

## Campionesse

### Singolare
Brenda Schultz ha battuto in finale  Dominique Van Roost con il punteggio di 7–6, 6–2

### Doppio
Nicole Arendt /  Manon Bollegraf hanno battuto in finale  Lisa Raymond /  Rennae Stubbs con il punteggio di 7–6, 4–6, 6–2